# Hollywood (1923)
Hollywood é um filme mudo estadunidense de 1923, escrito por Frank Condon e Thomas J. Geraghty e dirigido por James Cruze para a Paramount Pictures.

## Sinopse
Uma jovem desconhecida (Hope Drown) viaja até Hollywood para se tornar atriz levando consigo seu avô (Luke Cosgrave). Ao término de seu primeiro dia na cidade, ela se vê ainda desempregada, ao contrário de seu avô, que conseguiu um emprego.

## Lista de participações especiais
Segue abaixo uma lista com os artistas que fizeram suas participações especiais no filme:
- Fatty Arbuckle
- Gertrude Astor
- Mary Astor
- Agnes Ayres
- Baby Peggy
- Noah Beery
- William Boyd
- Charles Chaplin
- Edythe Chapman
- Betty Compson
- Ricardo Cortez
- Bebe Daniels
- Cecil B. DeMille
- William C. de Mille
- Charles de Rochefort
- Douglas Fairbanks
- Jimmy Finlayson
- Sid Grauman
- Alan Hale Sr.
- Hope Hampton
- William S. Hart
- Jack Holt
- Leatrice Joy
- J. Warren Kerrigan
- Lila Lee
- Jacqueline Logan
- Jeanie Macpherson
- May McAvoy
- Robert McKim
- Thomas Meighan
- Bull Montana
- Owen Moore
- Nita Naldi
- Pola Negri
- Anna Q. Nilsson
- Charles Stanton Ogle
- Guy Oliver
- Jack Pickford
- Mary Pickford
- Zasu Pitts
- Charles Reisner
- Fritzi Ridgeway
- Dean Riesner
- Will Rogers
- Ford Sterling
- Anita Stewart
- Gloria Swanson
- Estelle Taylor
- Ben Turpin
- Bryant Washburn
- Lois Wilson